# Погрешан човек
Погрешан човек (хрв. Pogrešan čovjek) је српска и хрватска теленовела, снимана од 2018. до 2019. године у копродукцији српске телевизије Прва и хрватске телевизије РТЛ. У Србији је премијерно емитована од 17. септембра 2018. до 7. јуна 2019. године, а у Хрватској од 16. септембра 2018. до 19. јула 2019. године.

## Синопсис
Серија прати причу самохране мајке шеснаестогодишње тинејџерке, која мора да савлада свој највећи страх и трауму како би се суочила са давно заборављеним оцем њене ћерке, човеком за којег верује да ју је силовао пре 16 година. Он је сада једини који може да спасе живот њеном детету.
Зое је тинејџерка, бунтовница, пуна живота, смртно је болесна и потребна јој је трансплантација. Од трудноће и Зоиног рађања, њена мајка Леа никоме није рекла ко је заправо Зоин отац. Свих ових година покушавала је да заборави своју највећу трауму и човека који је одговоран за то и који ју је напаствовао пре 16 година. Њена мржња према њему је дубока и искрена, никада се није потпуно опоравила од те ноћи али овај пут нема избора, он је једини који може да донира орган и спаси болесну девојчицу. Али, како живот увек пише непредвидиве приче, тако ће и Леина потрага за оцем детета показати да свака прича има две стране...

## Улоге

### Главне
| Глумац                   | Улога              |
| ------------------------ | ------------------ |
| Ивана Рошчић             | Леа Калембер       |
| Емир Ћатовић             | Лазар Црнковић     |
| Бојана Стефановић        | Дијана Црнковић    |
| Петар Бенчина            | Михајло Црнковић   |
| Дора Димић Ракар         | Зое Калембер       |
| Роко Сикавица            | Вен Мајдак         |
| Бруна Бебић              | Бисерка Калембер   |
| Никола Ивошевић          | Перо Калембер      |
| Дара Џокић               | Милена Црнковић    |
| Марко Николић            | Лазар Црнковић ст. |
| Бојана Грегорић Вејзовић | Катарина Мајдак    |
| Дражен Чучек             | Златко Мајдак      |
| Бранислав Лечић          | Димитрије Црнковић |
| Горица Поповић           | Невенка Антић      |
| Игор Ковач               | Давид Мишетић      |
| Ања Матковић             | Марина Павлић      |
| Младена Гавран           | Грета              |
| Предраг Бјелац           | Момир Петровић     |
| Тамара Алексић           | Настасја Ивченко   |
| Павле Менсур             | Сава Петровић      |

### Епизодне
| Глумац             | Улога                    |
| ------------------ | ------------------------ |
| Милица Јовановић   | Сара Црнковић            |
| Раде Радоловић     | Ливио                    |
| Арета Ћурковић     | Даринка                  |
| Јелена Ћурувија    | Хелена Тадић             |
| Јана Шкргуља       | Клара Хорват             |
| Тара Росандић      | Тина                     |
| Твртко Јурић       | Теодор Афрић             |
| Анкица Добрић      | Марјета Афрић            |
| Амар Мешић         | Бранимир Петровић        |
| Слободан Тешић     | Андрија Јевтић           |
| Саша Торлаковић    | Милорад                  |
| Саша Јоксимовић    | Владимир (Вукоје)        |
| Душко Валентић     | Божо                     |
| Петра Цицварић     | Кармела Циндрић          |
| Орнела Виштица     | Александра Видовић       |
| Лена Богдановић    | Соња Иванов              |
| Тара Талер         | млада Леа Калембер       |
| Вуле Марковић      | млади Лазар Црнковић     |
| Марина Ћосић       | млада Милена Црнковић    |
| Владан Дујовић     | млади Лазар Црнковић ст. |
| Никола Шурбановић  | млади Димитрије Црнковић |
| Јана Милосављевић  | Светлана                 |
| Барбара Роко       | Милица                   |
| Кристина Јовановић | др. Кирин                |
| Душан Радовић      | Горан Петровић „Жила”    |
| Јово Максић        | Владимир Рахманов        |
| Нина Граховац      | Селма                    |
| Катарина Гојковић  | Минерва                  |
| Никола Ђорђевић    | Зоки                     |
| Тијана Марковић    | професорка               |
| Дарко Јанеш        | Стипе                    |
| Зијад Грачић       | Зденко Лукић             |
| Ирфан Менсур       | адвокат Поповић          |
| Александар Ђурица  | Ђорђе                    |
| Бранислав Платиша  | доктор Лајковић          |
| Матеа Милосављевић | Ванеса                   |
| Милан Миљушковић   | инспектор                |
| Јелица Ковачевић   | суткиња                  |
| Миленко Вујић      | председник одбора        |
| Ален Шалиновић     | зеленаш                  |
| Даница Радуловић   | инспекторка              |
| Данијела Врањеш    | болничарка               |
| Владимир Тинтор    | Давидов пријатељ         |
| Ерол Кадић         | Перов пријатељ           |
| Петар Ћирица       | Михајлов пријатељ #1     |
| Милена Ђорђевић    | супруга                  |
| Дубравко Јовановић | Михајлов пријатељ #2     |
| Миодраг Милованов  | доктор                   |
| Бора Ненић         | старац                   |
| Јован Бастић       | предузетник              |
| Драган Веселић     | рибар                    |
| Миодраг Лазић      | пролазник/новинар        |
| Данијела Банић     | социјална радница        |
| Вјекослав Јанковић | господин Матковић        |
| Зоран Шпрајц       | инспектор Томас          |
| Машан Лекић        | Машан Лекић              |

## Епизоде
| Бр. епизода | Почетак емитовања   | Крај емитовања | Држава     |
| ----------- | ------------------- | -------------- | ---------- |
| 180         | 16. септембар 2018. | 19. јул 2019.  | (Хрватска) |
| 180         | 17. септембар 2018. | 7. јун 2019.   | (Србија)   |

## Међународно емитовање
| Држава              | Телевизија | Почетак емитовања   | Крај емитовања |
| ------------------- | ---------- | ------------------- | -------------- |
| Хрватска            | РТЛ        | 16. септембар 2018. | 19. јул 2019.  |
| Србија              | Прва       | 17. септембар 2018. | 7. јун 2019.   |
| Црна Гора           | Прва ЦГ    | 17. септембар 2018. | 7. јун 2019.   |
| Босна и Херцеговина | БН         | 1. октобар 2018.    | 29. јул 2019.  |
| Босна и Херцеговина | Федерална  | 8. октобар 2018.    | 20. јул 2019.  |

## Занимљивости
- Серија је снимана у два студија на површини од 3000 квадратних метара, што је уједно и највећи студио на којем је снимана нека серија Прве или РТЛ-а. За сценографију је био задужен прослављени сценограф Горан Јоксимовић који је радио и позорницу Песме Евровизије 2008., одржане у Београду.
- Ово је друга серија настала у сарадњи хрватског РТЛ-а и српске Прве ТВ. Прва серија на којој су сарађивали Прва ТВ (тадашња Фокс телевизија) и РТЛ је била теленовела Не дај се, Нина из 2008. године.
- Снимање се, осим у Београду, одвијало на острву Муртер и у Загребу.
- Снимање је трајало од 6. августа 2018. до 11. априла 2019. године.
- Хрватска је у почетку ишла једну епизоду унапред, међутим, због ванредних вести у вези Ивице Тодорића, од 7. новембра епизоде су премијерно емитоване и у Србији и у Хрватској у исто време, све до 16. новембра 2018. године када се наредне епизоде премијерно емитују у Србији јер се од тада серија у Хрватској више не емитује свим радним данима, већ од понедељка до четвртка.
- Саша Јоксимовић појављивао се од 16. до 27. епизоде у улози Владимира, алкохоличара на лечењу. У 103. епизоди се поново појављује у истој улози, међутим, име лика је промењено у Вукоје.
- У овој серији је остварена последња телевизијска улога Марка Николића, јер је преминуо недуго након што се повукао из серије због болести. Његов лик у серији, Лазар, такође је умро.